# Olof Ingelsson Rabenius
Olof Ingelsson Rabenius, född den 31 juli 1730 i Romfartuna socken, Västmanlands län, död den 16 maj 1772 i Näs socken, Uppsala län, var en svensk rättslärd.

## Biografi
Rabenius blev student vid Uppsala universitet 1738, promoverades till juris doktor där 1752, varefter han utnämndes till docent inom juridiska fakulteten, vars notarie han blivit redan 1749. 1755 blev han i Uppsala vice akademisekreterare, företog 1757 en utländsk studieresa, varunder han idkade studier i Göttingen, samt utnämndes 1759 till akademinotarie och 1760 till akademiombudsman. Vid 1765 års riksdag tjänstgjorde han som sekreterare i justitiedeputationen och utnämndes 1766 till juris practices professor i Uppsala med bibehållande av sin ställning som akademiens ombudsman.
För universitetet och i synnerhet för den juridiska fakulteten innebar hans tidiga bortgång en förlust. Den juridiska fakulteten måste efter hans död i många år nöja sig med sina tidigare två professurer: en professor i jus patrium et romanum och en professor i jurisprudentia oeconomiæ et commerciorum, eftersom den professur Rabenius hade fått var personlig och grundad på ett särskilt riksdagsbeslut.
Rabenius var en mångkunnig och skarpsinnig jurist, som lämnade värdefulla bidrag till den juridiska vetenskapens lyftning och utveckling i Sverige. Han åtnjöt stort anseende även i utlandet, varom man har ett vittnesbörd däri att professor Michaelis i Göttingen till honom dedicerade sitt 1769 utgivna arbete "Mosaisches recht". Med skarpsinnighet förenade Rabenius allvarligt forskningsnit och var också en framstående praktisk jurist. 
Hans inflytande vetenskapen var därför betydande och skulle varit ännu större, om han publicerat sig på ett mera åtkomligt sätt än genom det lätt förspridda katedertrycket. Utom av hans många disputationer, de flesta på latin, där han med kritisk skärpa bidrog till utvecklingen av den svenska juridiken och kännedomen om dess historia, upptogs hans litterära verksamhet av ett träget samlande av författningar rörande justitieväsendet, vilket lagverk han 1765 av rikets ständer fått i uppdrag att bringa till stånd, men som han blott hann påbörja.
Olof Ingelsson Rabenius far var kyrkoherden i Romfartuna Ingel Larsson Rabenius och modern Margareta Kalsenia som var syster till biskop Andreas Kalsenius och dotter till Olaus Kalsenius. Mormodern Anna Rudbeckia var sondotter till Johannes Rudbeckius. Olof Ingelsson Rabenius hustru Anna Kristina tillhörde adelsätten Bruncrona. En av deras söner, Lars Georg Rabenius, blev professor liksom fadern och stamfader för adelsätten Rabenius. Sonen Nils adopterades på moderns namn och ätt.